# Eva Hrdinová
Eva Hrdinová is een professioneel Tsjechisch tennisster. Op vierjarige leeftijd begon ze met tennis. In 2004 werd ze professional. 

## Palmares

### WTA-finaleplaatsen enkelspel
Geen

### WTA-finaleplaatsen damesdubbelspel
| nr.              | datum finale | toernooi        | partner              | tegenstandsters                       | score            |
| ---------------- | ------------ | --------------- | -------------------- | ------------------------------------- | ---------------- |
| Gewonnen finales |              |                 |                      |                                       |                  |
| Verloren finales |              |                 |                      |                                       |                  |
| 1.               | 2008-05-06   | WTA Parijs      | Vladimíra Uhlířová   | Aljona Bondarenko Kateryna Bondarenko | 1-6, 4-6         |
| 2.               | 2008-07-28   | WTA Los Angeles | Vladimíra Uhlířová   | Chuang Chia-jung Chan Yung-jan        | 6-2, 5-7, [4-10] |
| 3.               | 2012-07-22   | WTA Båstad      | Mervana Jugić-Salkić | Catalina Castaño Mariana Duque Mariño | 6-4, 5-7, [5-10] |
| 4.               | 2014-04-28   | WTA Oeiras      | Valerija Solovjeva   | Cara Black Sania Mirza                | 4-6, 3-6         |
| 5.               | 2015-05-02   | WTA Praag       | Kateryna Bondarenko  | Belinda Bencic Kateřina Siniaková     | 2-6, 2-6         |